# Техасский мемориальный стадион имени Даррела К. Рояла
Техасский мемориальный стадион имени Даррела К. Рояла (англ. Darrell K Royal–Texas Memorial Stadium) — стадион команды Texas Longhorns Техасского университета в Остине, штат Техас. Вместимость стадиона составляет 100 119 человек, по состоянию на 2009 год, когда было завершено строительство южной трибуны, стадион являлся седьмым по вместительности среди стадионов команд высших образовательных учреждений. Рекорд посещаемости был зарегистрирован 15 сентября 2018 года, когда на матч Longhorns с командой Южно-Калифорнийского университета пришло 103 507 зрителей.

## История
В 1923 году спортивный директор Техасского университета Тео Белмонт вместе с 30 студентами предложили попечительскому совету построить новый бетонный стадион вместо имеющейся поляны Clark Field с деревянными трибунами. В следующем году Белмонту вместе с главой попечительского совета Генри Джейкобом Латчером Старком удалось привлечь пожертвования около 10 000 студентов, выпускников и друзей университета и построить стадион, рассчитанный на 27 000 мест. Стадион был спроектирован архитектором из Далласа Гербертом Грином, стоимость строительства, которое осуществляла фирма из Сан-Антонио Walsh and Burney, составила $275 000.
Первый матч на новом, ещё недостроенном стадионе хозяева провели 8 ноября 1924 года против команды Bears Бэйлорского университета. Официальное открытие состоялось через 19 дней в матче с принципиальными соперниками из Техасского университета A&M. Перед матчем была проведена церемония, на которой было провозглашено, что студенты университета решили посвятить стадион памяти 198 520 техасцев, принимавших участие в Первой мировой войне.
Помимо поля для американского футбола, на стадионе также имелись беговые дорожки. Тренер университета по лёгкой атлетике Клайд Литтлфилд 27 марта 1925 года открыл техасские эстафеты, на которые он смог привлечь многих топовых бегунов-студентов из других штатов и даже трёх олимпийских чемпионов. Стадион стал популярным местом для забегов. В 1926 году к северной части стадиона была пристроена трибуна-«вираж», рассчитанная на 13 500 человек. Трибуна была спроектирована А.Т. Грейнджером, стоимость строительства составила $125 000, а вход на неё напоминал крепость Аламо.
Пережив потерю интереса к спорту во время Великой депрессии, футбол снова стал набирать популярность. В 1939 году на стадионе в присутствии 45 000 человек прошла инаугурация губернатора Техаса Уилберта Ли О’Дэниела. К середине 1940-х посещаемость стадиона возросла настолько, что университету пришлось расширить стадион ещё раз. В 1948 году по проекту архитектора Джорджа Даля были построены угловые трибуны, расположенные между виражом и основными трибунами. Стоимость проекта составила $1,4 млн. и позволила поднять вместимость стадиона до 60 130 мест. 18 сентября 1948 года в перерыве матча с командой университета штата Луизиана стадион был перепосвящён памяти техасцев, воевавших во Второй мировой войне.
В 1955 году на стадионе были установлены мачты освещения, что позволило играть в вечернее время. Чемпионство Longhorns в 1963 году породило разговоры о моральном устаревании стадиона. В 1965 году председатель попечительского совета Уильям Хит инициировал изучение вопроса о переносе структуры соревновательных спортивных команд за пределы кампуса и сноса стадиона. Однако, сопротивление было очень велико и вместо сноса на стадионе был произведён косметический ремонт в 1967 году, а в 1972 году было завершено строительство верхней западной трибуны, позволившей увеличить вместимость стадиона до 75 504 мест. Под трибуной был построен современный атлетический комплекс Беллмонт-холл. Параллельно со строительством трибуны был уложен искусственный газон, беговые дорожки заменены на резиновые, установлены алюминиевые сидения. Общая стоимость ремонта составила более $20 млн. долларов, что вызвало протесты со стороны некоторых студентов, выпускников и преподавательского состава.
Осенью 1977 года стадион в третий раз посвятили американским ветеранам всех войн, в которых принимали участие США. В 1986 году в южной части стадиона открыли атлетический комплекс, спустя три года на стадионе появилось цветное табло. В 1996 году стадиону присвоили имя Даррела Рояла, тренера приведшего команду к первому чемпионству. В том же году, стадион снова начали реставрировать, постелили натуральный газон, открыли тренировочные поля. В 1997 году на западной трибуне были оборудованы ложи, в 1998 году была построена верхняя восточная трибуна. В 1999 году со стадиона убрали беговые дорожки, а поле опустили на 6 футов (почти 2 метра), чтобы построить нижние ряды трибун, которые бы находились ближе к полю. По окончании проекта вместимость стадиона достигла 80 092 места.
В 2006 году в южной части стадиона были установлены временные трибуны, а также видеотабло, являющееся крупнейшим среди стадионов команд ВУЗов. Табло получило прозвище «Годзиллатрон». Табло подверглось критике из-за его чрезмерной громкости и того факта, что изначально больше половины экрана занимала реклама. В 2007 и 2008 году была перестроена северная часть стадиона, на ней появились новый атлетический центр военный мемориал и фуд-корт, существенно увеличена вместительность северных трибун. В 2009 году завершилось строительство южных трибун вместительность стадиона достигла 100 119 человек, что стало седьмым показателем среди всех стадионов ВУЗов. В 2012 году офисы спортивных команд переехали в отдельное здание, что позволило увеличить количество спортсменов, занимавшихся в Беллмонт-холле. В 2013 году был открыт спортивный медицинский центр, а также постелено искусственное поле нового поколения.

## Матчи с наибольшей посещаемостью
| Позиция | Дата             | Противник                  | Посещаемость | Исход         |
| ------- | ---------------- | -------------------------- | ------------ | ------------- |
| 1       | 15 сентября 2018 | USC Trojans                | 103 507      | W 37-14       |
| 2       | 17 ноября 2018   | Iowa State Cyclones        | 102 498      | W 24-10       |
| 3       | 4 сентября 2016  | Notre Dame Fighting Irish  | 102 315      | W 50-47 (2OT) |
| 4       | 6 октября 2012   | West Virginia Mountaineers | 101 851      | L 45-48       |
| 5       | 3 сентября 2011  | Rice Owls                  | 101 624      | W 34-9        |
| 6       | 14 сентября 2013 | Ole Miss Rebels            | 101 474      | L 23-44       |
| 7       | 25 сентября 2010 | UCLA Bruins                | 101 437      | L 12-34       |
| 8       | 21 ноября 2009   | Kansas Jayhawks            | 101 357      | W 51-20       |
| 9       | 20 октября 2012  | Baylor Bears               | 101 353      | W 56-50       |
| 10      | 11 сентября 2010 | Wyoming Cowboys            | 101 339      | W 34-7        |
| 11      | 19 сентября 2009 | Texas Tech Red Raiders     | 101 297      | W 34-24       |
| 12      | 10 октября 2009  | Colorado Buffaloes         | 101 152      | W 38-14       |
| 13      | 26 сентября 2009 | UTEP Miners                | 101 144      | W 64-7        |
| 14      | 1 сентября 2012  | Wyoming Cowboys            | 101 142      | W 37-17       |
| 15      | 5 сентября 2009  | Louisiana-Monroe Warhawks  | 101 096      | W 59-20       |
| 16      | 7 сентября 2009  | UCF Knights                | 101 003      | W 35-3        |
| 17      | 10 сентября 2011 | BYU Cougars                | 100 995      | W 17-16       |
| 18      | 8 сентября 2012  | New Mexico Lobos           | 100 990      | W 45-0        |
| 19      | 25 ноября 2010   | Texas A&M Aggies           | 100 752      | L 17-24       |
| 20      | 19 ноября 2011   | Kansas State Wildcats      | 100 705      | L 13-17       |